# Jugendweihe Deutschland
Jugendweihe Deutschland e. V. wurde 1990 gegründet und ist ein gemeinnütziger Träger der Freien Jugendhilfe mit Sitz in Berlin. Er ist ein Bundesverband bestehend aus sechs Landesverbänden, einem Regionalverband und vier Interessengruppen, die in elf Bundesländern tätig sind. Er ist der größte Anbieter des säkular-humanistischen Rituals der Jugendweihe als Feier des Überganges von der Kindheit zum Erwachsenwerden.

## Geschichte
Der Bundesverband wurde am 9. Juni 1990 unter dem Namen „Interessenvereinigung Jugendweihe e. V.“ gegründet. Laut Satzung ist er parteipolitisch und weltanschaulich unabhängig. Ideengeschichtlich bezieht er sich auf die freireligiösen Wurzeln und der freidenkerischen Tradition sowie die Arbeiterbewegung aus der Mitte des 19. Jahrhunderts. Er grenzt sich von der marxistisch-leninistischen Prägung der Jugendweihe durch das Politbüro des Zentralkomitees der SED zur Zeit der DDR ab.

## Organisation
Der Bundesverband besteht aus sechs Landesverbänden, einem Regionalverband und vier Interessengruppen, die in elf Bundesländern tätig sind: Baden-Württemberg, Brandenburg, Hamburg, Hessen, Mecklenburg-Vorpommern, Niedersachsen, Nordrhein-Westfalen, Sachsen, Sachsen-Anhalt, Thüringen und Bayern. Mitgliedsbeiträge und Spenden sind aufgrund der anerkannten Gemeinnützigkeit steuerlich absetzbar.
Die Organe sind die Bundesversammlung (bestehend aus 32 Delegierten der Landes- und Regionalverbände) und der Bundesvorstand. Der Verein wird vertreten durch:
- Präsident: Ronny Winkler
- Vizepräsidentin: Anna Rutenkolk
- Vizepräsident: Sebastian Richter
- Schatzmeister: Detlef Dikow

Von 1991 bis 2005 war Werner Riedel Präsident des Bundesverbandes.
Der Bundesverband ist Mitgründer und Mitglied im Zentralrat der Konfessionsfreien und im Trägerverein des Humanistischen Pressedienstes (hpd).

## Wirken
Jugendweihe Deutschland e. V. ist seit der Gründung im Jahr 1990 der zahlenmäßig größte Anbieter von Jugendweihen. Zeitweise nahmen, je nach Region, bis zu 40 Prozent der Jugendlichen in Ostdeutschland an Jugendweihen teil. Seit 1990 haben über 1.500.000 Jugendliche an der Jugendweihe teilgenommen. Die höchste Zahl wurde im Jahr 2000 mit 96.110 erreicht. Im Jahr 2021 waren es (auch coronabedingt) 15.591 Jugendliche. In Relation zur Gesamtbevölkerung ist der Anteil der Jugendlichen, welche sich für eine Jugendweihe über eine der Mitgliedsorganisationen der Jugendweihe Deutschland e.V. entscheiden, gesunken. Bis zur Jahrtausendwende stieg er auf mehr als 11 Prozent Anteil der Jugendweihlinge an der Gesamtzahl aller Jugendlichen des Jahrgangs, so fiel er bis 2008 auf 3,5 Prozent. Dieser Wert erhöhte sich seitdem auf etwa 5 Prozent.
Die Namensweihe bzw. Namensgebung wurde bislang für 6.000 Kinder und 84.000 Gäste durchgeführt.